# Zamczysko Wyżnie
Zamczysko Wyżnie (Górna Grota w Zamczysku, Zameczki Wyżnie, Zamki Wyżnie, Zameczko Wyżnie) – jaskinia w Dolinie Kościeliskiej w Tatrach Zachodnich. Ma trzy otwory wejściowe znajdujące się w Organach, powyżej Jaskini Zimnej, na wysokości 1218 i 1228 metrów n.p.m. Długość jaskini wynosi 38 metrów, a deniwelacja 10,4 metra. 

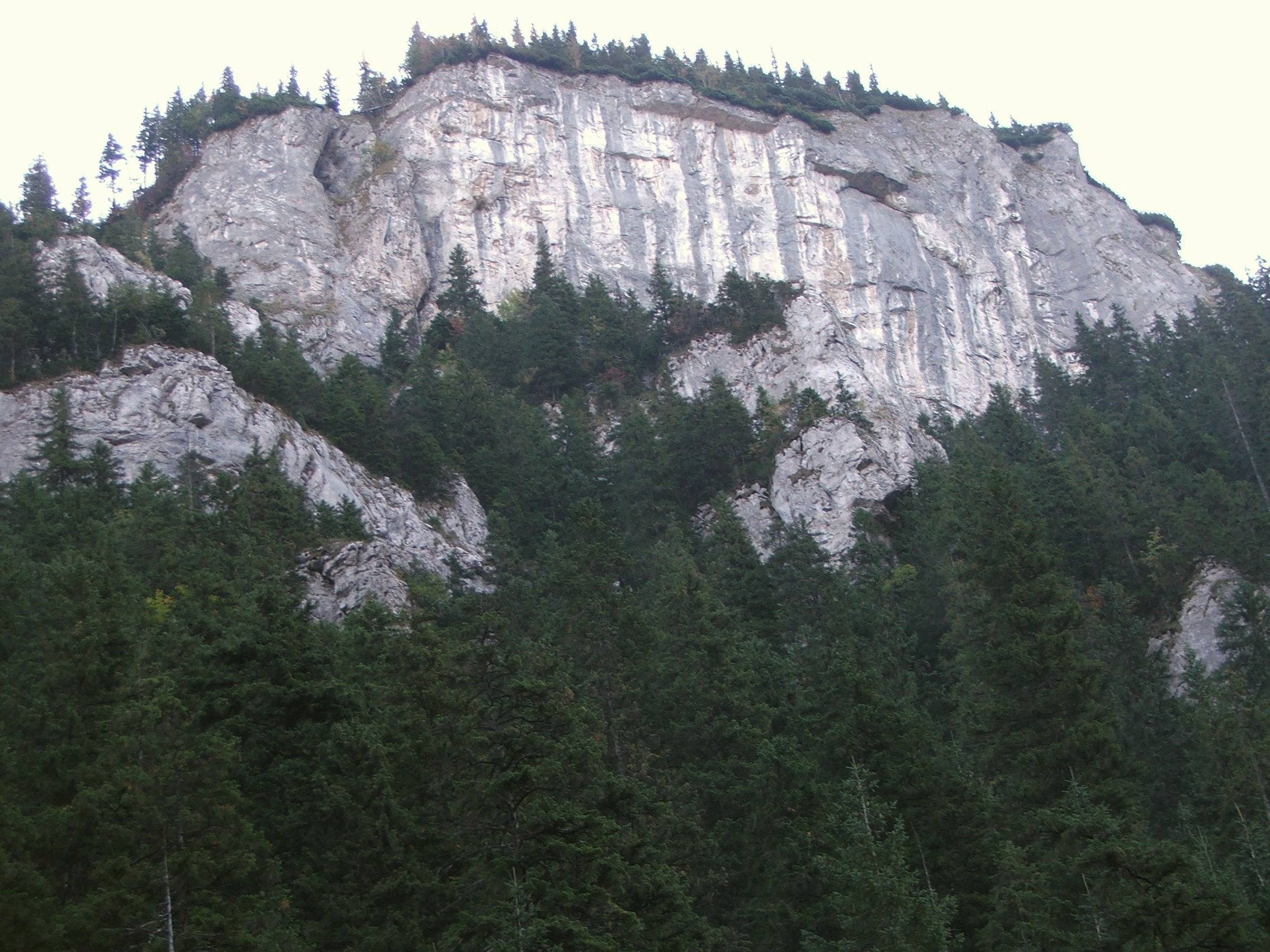
Organy w Dolinie Kościeliskiej

## Opis jaskini
Główną częścią jaskini jest znajdująca się na jej końcu wysoka sala. Można się do niej dostać przez trzy otwory wejściowe. Dwa otwory (1218 m n.p.m. i 1218 m n.p.m.) prowadzą do małej komory skąd idzie wysoki, 13-metrowy korytarz do 3-metrowego progu, za którym znajduje się sala. Nad progiem znajduje się wejście do korytarzyka, który idzie z ciasnego otworu trzeciego (1228 m n.p.m.) znajdującego się w ścianie turni.

## Przyroda
W jaskini można spotkać mleko wapienne, nacieki grzybkowe i małe stalaktyty.
W początkowej części jaskini (przy otworach) rosną glony, porosty i mchy.

## Historia odkryć
Jaskinia była znana od dawna. Latem 1934 roku Stefan Zwoliński i J. Zahorski zbadali ją oraz sporządzili jej plan i przekrój. Nazwali ją oraz położoną obok jaskinię Zamczysko Niżnie – Zamczyskiem.